# A Dramatic Turn of Events
A Dramatic Turn of Events (englisch für „Eine dramatische Wendung der Ereignisse“) ist das elfte Studioalbum der US-amerikanischen Progressive-Metal-Band Dream Theater. Das Album erschien am 9. September 2011 in Deutschland und am 13. September in den USA. Es ist das erste Album mit dem neuen Schlagzeuger Mike Mangini nach dem Weggang des langjährigen Drummers Mike Portnoy.

## Hintergrund

### Ausstieg von Mike Portnoy
Am 8. September 2010 wurde bekannt gegeben, dass Portnoy die Band verlassen würde. Später wurde zu den Gründen bekannt, dass der Schlagzeuger ursprünglich nicht aus der Gruppe austreten wollte. Portnoy wollte jedoch aufgrund der erhöhten Anstrengungen der Band und seiner Nebenprojekte und der Angst vor einem Burnout-Syndrom eine 5-jährige Pause einlegen. Der Rest der Band war mit Portnoys Plänen, die Band vorerst ruhen zu lassen, jedoch nicht einverstanden und so entschloss sich dieser, die Gruppe zu verlassen. Im selben Interview, in dem Gitarrist Petrucci sich dazu äußerte, nannte er den Ausstieg des langjährigen Schlagzeugers „eines der härtesten Dinge, denen sich Dream Theater jemals stellen musste“.

### Suche nach einem neuen Schlagzeuger
Nicht viel später als einen Monat nach dem Ausstieg Portnoys begannen in New York die ersten Proben mit neuen Schlagzeugern. Bei den eingeladenen Schlagzeugern handelte es sich um Mike Mangini, Derek Roddy, Thomas Lang, Virgil Donati, Marco Minnemann, Aquiles Priester und Peter Wildoer. Den Kandidaten wurden die drei Songs „A Nightmare to Remember“, „The Dance of Eternity“ und „The Spirit Carries On“ zum Üben und mit nur wenigen Wochen Vorbereitungszeit gegeben. Mit jedem der Kandidaten wurden jeweils etwa drei Stunden verbracht, die Entscheidung über den neuen Schlagzeuger wurde bereits Anfang November 2010 getroffen, publik gemacht wurde es jedoch erst im April 2011 über die Internet-Plattform YouTube. Im selben Monat, als Mike Mangini als neuer Schlagzeuger angeheuert wurde, schrieb Portnoy eine E-Mail an die Band, dass er Dream Theater gerne wieder beitreten wolle. Dies wurde von der Band jedoch abgelehnt.

### Entstehung und Promotion
Am 3. Januar 2011 begab sich die Band ohne Mangini nach New York in die Cove City Sound Studios (in denen schon im Jahr 2003 sowohl weitgehend Train Of Thought als auch die zwei Nachfolger dieses Albums Dream Theater und The Astonishing in den Jahren 2013 und 2016, aufgenommen wurden), um mit den Aufnahmen für ein neues Album zu beginnen. Das Album wurde hauptsächlich von Gitarrist John Petrucci geprägt, der zwar bereits einige Demos und Riffs mit ins Studio brachte, jedoch sei das Album fast ausschließlich erst im Studio entstanden. Hierzu wurden auch James LaBrie und John Myung mehr in den Schreibprozess involviert als in den vergangenen Jahren. Am 2. März 2011 wurde der Schreibprozess ohne Mike Mangini beendet.
Am 14. April begann LaBrie mit den Aufnahmen der Gesangsspuren, das Mischen und Mastering des Albums wurde am 28. Juni durch Andy Wallace bzw. Ted Jensen vollendet. Bereits am 8. Juni wurde der Albumtitel und die Titelliste sowie das Veröffentlichungsdatum in den USA bekannt gegeben. Auch wenn der Titel darauf hindeuten könnte, so ist laut Jordan Rudess der Albumtitel in keiner Weise auf den Ausstieg Portnoys zurückzuführen. Wenig später publizierte man auch das erneut von Hugh Syme gestaltete Cover, welches bereits die sechste Zusammenarbeit zwischen dem Kanadier und der Band darstellt. Am 29. Juni wurde mit „On the Backs of Angels“ die erste Single des Albums veröffentlicht, der am 14. September auch ein Musikvideo zu dem Lied folgte. Vor der Veröffentlichung des Albums stellte die Band außerdem diverse 60-sekündige Ausschnitte aus den Liedern „Bridges in the Sky“, „Breaking all Illusions“, „Beneath the Surface“, „This Is the Life“, „Lost Not Forgotten“ und „Far from Heaven“ vor.

## Versionen
Das Album erschien in vier verschiedenen Versionen. Einmal als normale CD, als Special Edition mit der 60-minütigen Dokumentation The Spirit Carries On, über die Suche nach dem neuen Schlagzeuger, und einer Deluxe Edition, in der die Special Edition mit einer Vinyl-Doppel-LP, einer Instrumentalversion des gesamten Albums und weiteren Gimmicks enthalten ist. Des Weiteren wurde das Album als hochauflösendes 24 bit-Studiomaster veröffentlicht, das bedeutend weniger komprimiert ist als die CD- und regulären Downloadversionen.

## Titelliste
1. On the Backs of Angels (John Petrucci, Jordan Rudess, John Myung/John Petrucci) – 8:42
2. Build Me Up, Break Me Down (John Petrucci, Jordan Rudess, John Myung, James LaBrie/John Petrucci) – 6:59
3. Lost Not Forgotten (John Petrucci, Jordan Rudess, John Myung, James LaBrie/John Petrucci) – 10:11
4. This Is the Life (John Petrucci, Jordan Rudess/John Petrucci) – 6:57
5. Bridges in the Sky (John Petrucci, Jordan Rudess, John Myung/John Petrucci) – 11:01
6. Outcry (John Petrucci, Jordan Rudess, John Myung/John Petrucci) – 11:24
7. Far from Heaven (John Petrucci, Jordan Rudess, James LaBrie/James LaBrie) – 3:56
8. Breaking All Illusions (John Petrucci, Jordan Rudess, John Myung/John Myung, John Petrucci) – 12:25
9. Beneath the Surface (John Petrucci) – 5:26

## Rezeption
Das Album wurde von Fans und Kritikern überwiegend eher positiv aufgenommen. Michael Rensen vom Magazin Rock Hard vergab 9 von 10 Punkten und damit die beste Note des Magazins an ein Album der Band seit 10 Jahren. Er lobte in seinem Review die „großartige Atmosphäre“ und bemerkte, dass der Ausstieg Portnoys der Band „hörbar gut getan“ hat. Mangini könne seinem Vorgänger „problemlos das Wasser reichen“ und „Mastermind“ Petrucci liefere „einige der gefühlvollsten Licks seiner Karriere“ ab. Auch Yan Vogel von laut.de äußerte sich positiv und bemerkte, die Band würde „einen Rückschritt zu alten Taten vollziehen“, was vor allem aus der „zurückgeschraubten Härte“ resultiere, die Portnoy in der Vergangenheit zu verantworten habe.
Das Album erreichte auch in vielen Fällen die besten Platzierungen der Band im jeweiligen Land. So war es beispielsweise das zweite Dream-Theater-Album in Folge, welches auf Platz 3 der deutschen Albumcharts stieg, weiterhin erreichte es ebenfalls als zweites Werk der Gruppe die Spitzenposition in Finnland. Im Vereinigten Königreich erreichte das Quintett mit Platz 17 ihre bislang beste Platzierung dort, lediglich in den USA platzierte es sich mit Rang 8 zwei Positionen hinter seinem Vorgängeralbum.